# Pneumatiker
Pneumatiker (von altgriechisch πνευμα pneuma „Hauch, Wind, Atem“) ist eine im 1. bis 3. Jahrhundert eingeführte Bezeichnung für Anhänger bestimmter Gruppierungen der Gnosis, denen zugeschrieben wurde, Zugang zu einem höchsten Wissen zu besitzen, außerdem für die Anhänger einer bestimmten Ärzteschule und teilweise auch für Christen allgemein – so in einigen paulinischen Texten.

## Antike Ärzteschule
Als Pneumatiker wurden die Angehörigen einer zur Zeit des Kaisers Claudius im ersten Jahrhundert n. Chr. (oder früher) von Athenaios von Attaleia gegründeten Ärzteschule (pneumatische Schule) bezeichnet. Sie betrachteten die Atemluft (Pneuma, auch spiritus genannt) als ein Leben-spendendes und -erhaltendes stoffliches Prinzip, das durch die Lungen zur Abkühlung der vom Herzen erzeugten Hitze aufgenommen werde. Das, vom Standpunkt der Humoralpathologie zwischen „Feuer“ und „Luft“ stehende, Pneuma, in dem zugleich Kraft und Stoff wirken, ströme dann mit dem von der Leber erzeugten Blut durch den Körper und halte überall die Lebensfunktionen aufrecht. In ihrer Physiologie und Krankheitslehre schlossen die Pneumatiker eng an die Naturphilosophie der Stoa an. In der Therapie der Krankheiten, die letztendlich durch Anomalien des Pneumas entstünden, setzten sie vor allem auf eine qualitativ der Krankheit gegensteuernde Diät. Zu den Vertretern der pneumatischen Schule, in der neben der Humoral- und Solidarbiologie und -pathologie das dynamische Denken stärker als bis in den Vordergrund trat, gehörten beispielsweise Aretaios von Kappadokien sowie die auf Leonidas von Alexandria (1. Jh.) aufbauenden Chirurgen Antyllos, Archigenes von Apameia und Heliodorus.

## Gnosis
Eine bestimmte Gruppierung innerhalb der antiken Gnosis, die sog. Valentinianer, unterschied drei Klassen von Menschen: Hyliker, Psychiker und Pneumatiker. Die Valentinianer beanspruchten eine Überlegenheit der Pneumatiker und damit ihrer eigenen Gruppe. Die Einteilung wird meist prädestinatorisch als naturhafte Vorbestimmung gedeutet: Die Pneumatiker seien von Natur aus bereits zur Aufnahme in das Pleroma bestimmt, die Psychiker möglicherweise, die Hyliker blieben der Materie verhaftet. Das könnte auch libertinistische Auffassungen begünstigt haben: Fleischliches könne den Pneumatiker nicht berühren. Auch die Montanisten scheinen eine solche Einteilung gekannt zu haben und u. a. darauf bezogen zu haben, dass nur Propheten oder Pneumatiker Vergebungsgewalt besitzen.

## Neues Testament
Paulus setzt sich in 1 Kor 1,17  und 1 Kor 2,4  mit Gegnern auseinander, die rhetorisch kompetent sind, eine besondere Gemeinschaft mit Christus beanspruchen (1 Kor 12,13 ) und eine Auferstehung der Toten leugnen. Sie bezeichnen sich selbst als „Pneumatiker“. Paulus dagegen beansprucht die Bezeichnung für alle Christen und in besonderer Weise für sich selbst. Er greift dabei nach einigen Interpreten das gnostische Gegensatzpaar auf: Der Psychiker ist blind für Gottes Heilshandeln bzw. die Geistgaben (pneumatika), der Pneumatiker nicht (1 Kor 2,13–15 ).